# Altes Rathaus (Weißenburg)

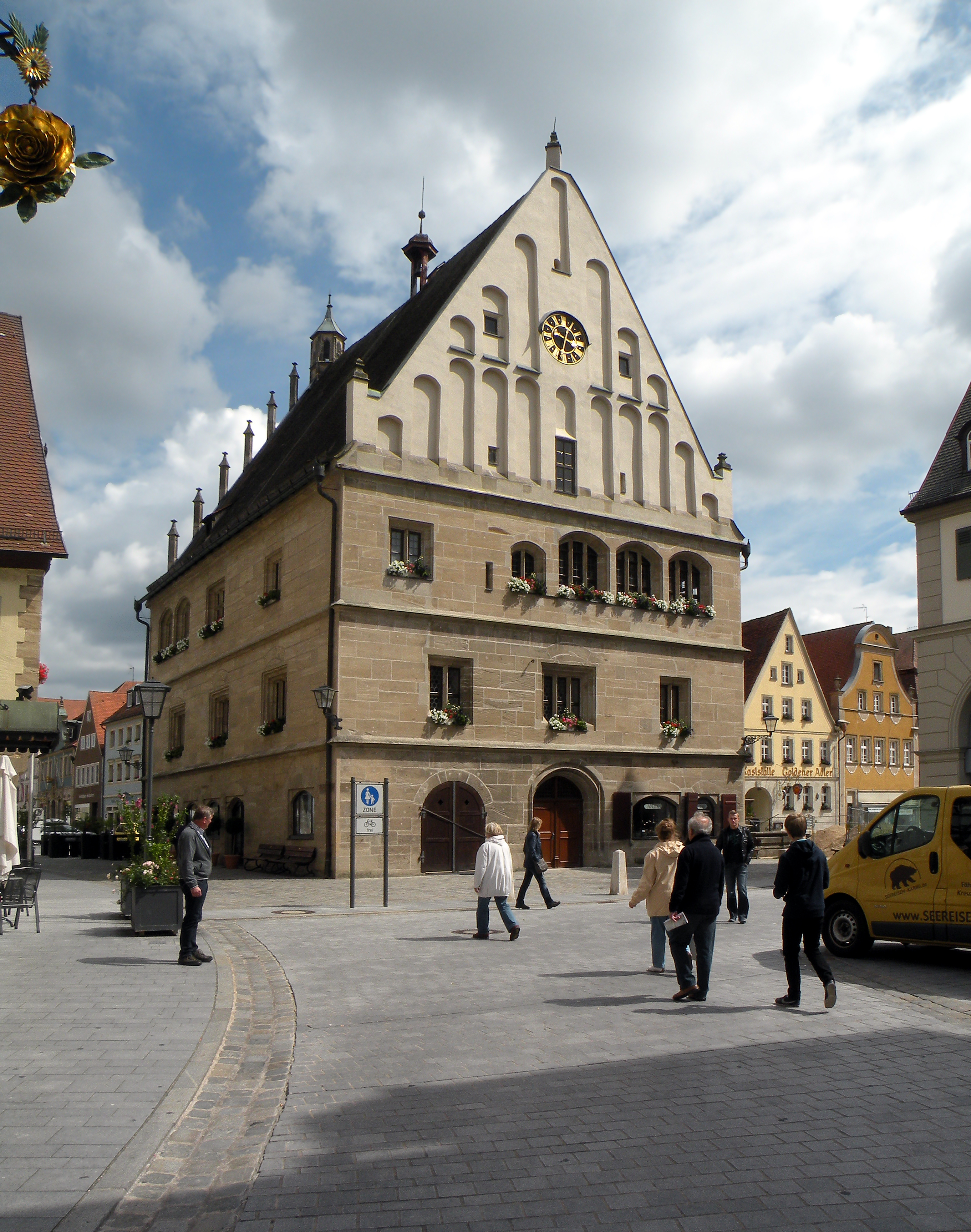
Das Alte Rathaus im Sommer 2011

Das Alte Rathaus (auch reichsstädtisches Rathaus genannt) von Weißenburg in Bayern, einer Großen Kreisstadt im mittelfränkischen Landkreis Weißenburg-Gunzenhausen, befindet sich am Marktplatz innerhalb der denkmalgeschützten Altstadt. Unweit befindet sich das Ellinger Tor, der Platz Am Hof und die Stadtkirche St. Andreas und in direkter Nachbarschaft das Lebküchnerhaus. Direkt vor dem Gebäude befindet sich der Schweppermannsbrunnen aus dem 16. Jahrhundert. Das Alte Rathaus steht in der geographischen Mitte der nördlichen Altstadt, am Kreuzungspunkt der Fernhandelsstraßen, die durch Weißenburg verliefen. Das Gebäude mit der Adresse Marktplatz 1 ist unter der Denkmalnummer D-5-77-177-258 als Baudenkmal in die Bayerische Denkmalliste eingetragen.

## Geschichte

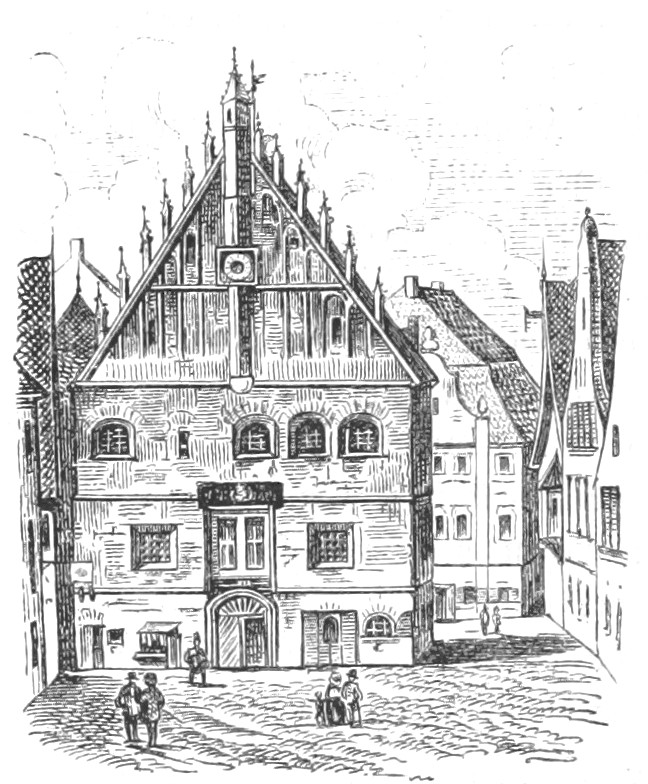
Illustration von Pleickhard Stumpf (1852)

Das Gebäude wurde von 1470 bis 1476 auf dem Höhepunkt der Blütezeit Weißenburgs als Rathaus der damaligen Reichsstadt gebaut. Der Söller wurde 1545 errichtet. Der Bau des Archivturms des Gebäudes erfolgte 1567. Im Erdgeschoss befanden sich mehrere gewerblich genutzte Räume.
Im Jahr 1805 gab es Abbruchpläne, die nie verwirklicht wurden.
Ab der Mitte des 19. Jahrhunderts wurden mehrmals Umbauten geplant, die jedoch ebenfalls nie ausgeführt worden sind. Von 1963 bis 1964 sowie von 2002 bis 2004 fanden umfassende Sanierungen statt. Das Gebäude ist nicht mehr öffentlich zugänglich. Im Gebäude befand sich bis in die 1970er Jahre die Weißenburger Ratsbibliothek.
Das Neue Rathaus befindet sich seit 1920 auf der anderen Seite des Marktplatzes, der geographischen Mitte der gesamten Altstadt.

Altes Rathaus, Ansicht vom Marktplatz
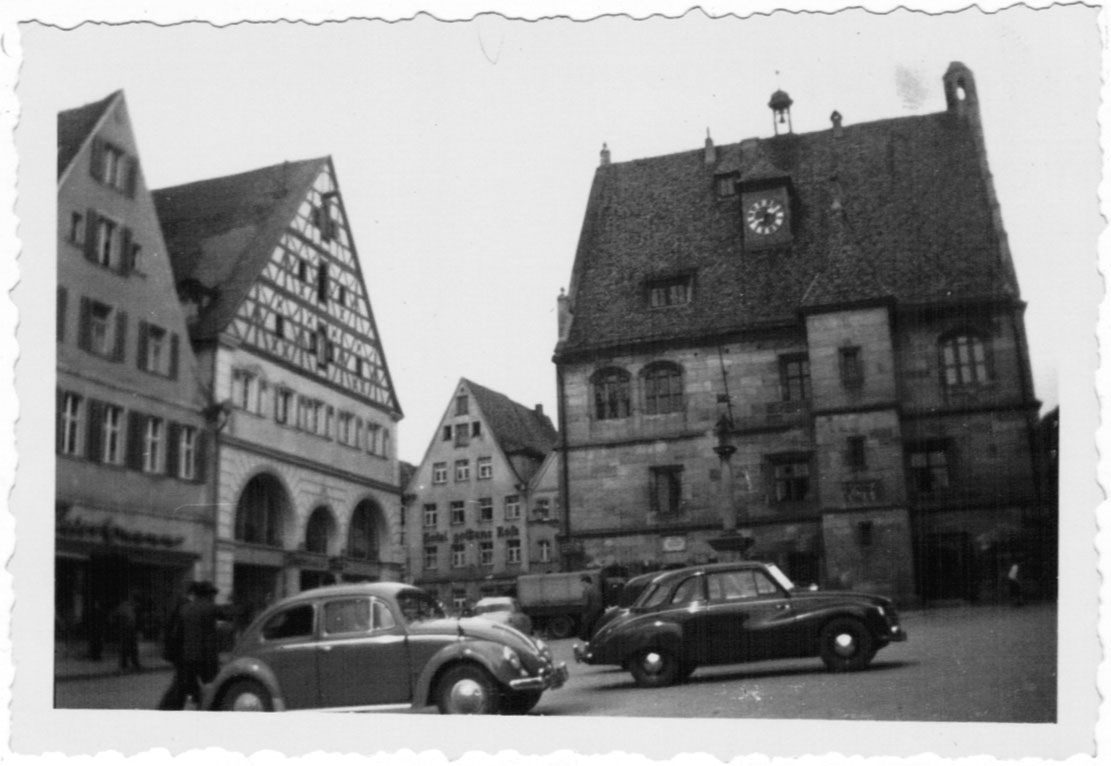
1957
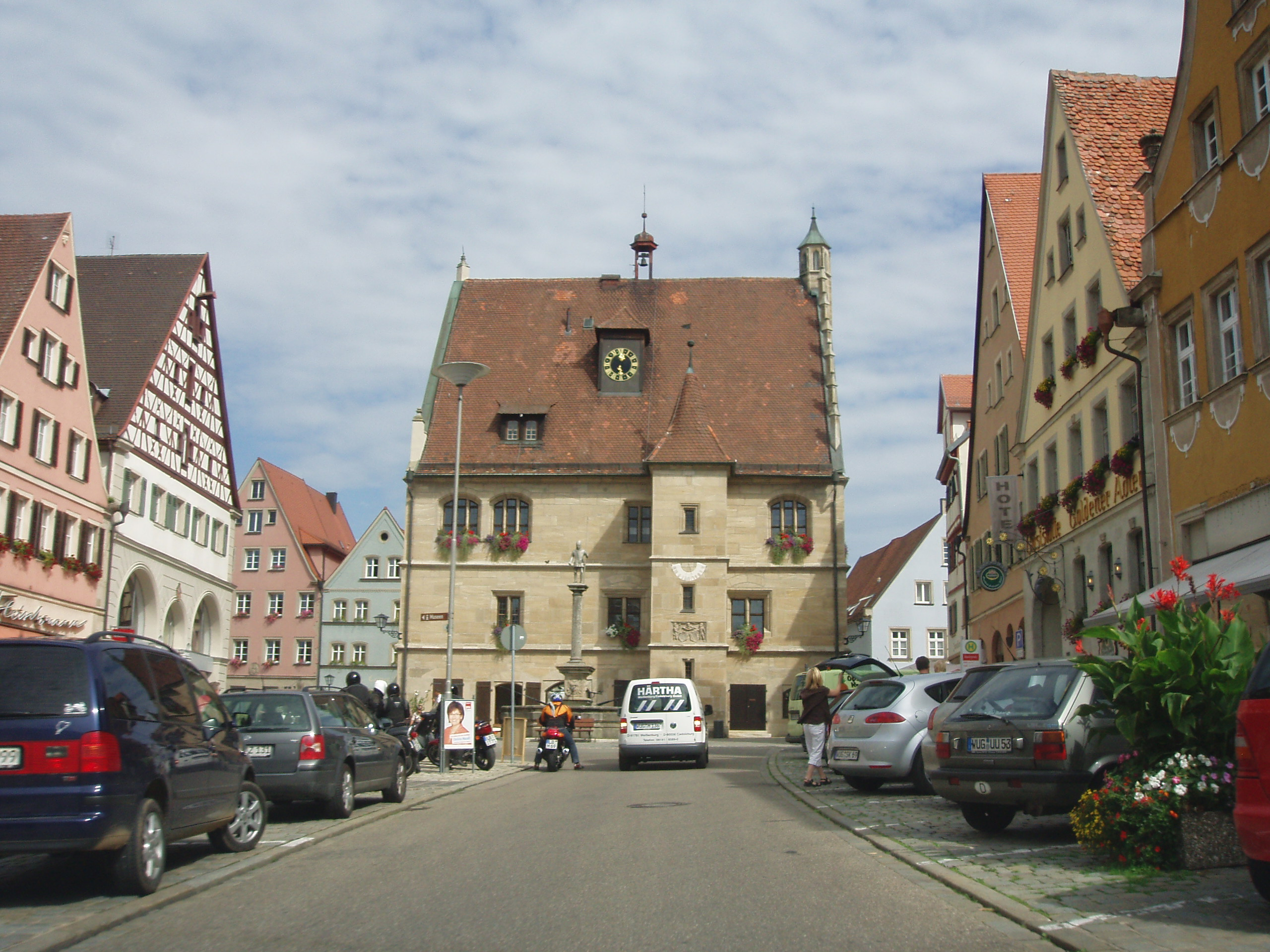
2008

## Beschreibung

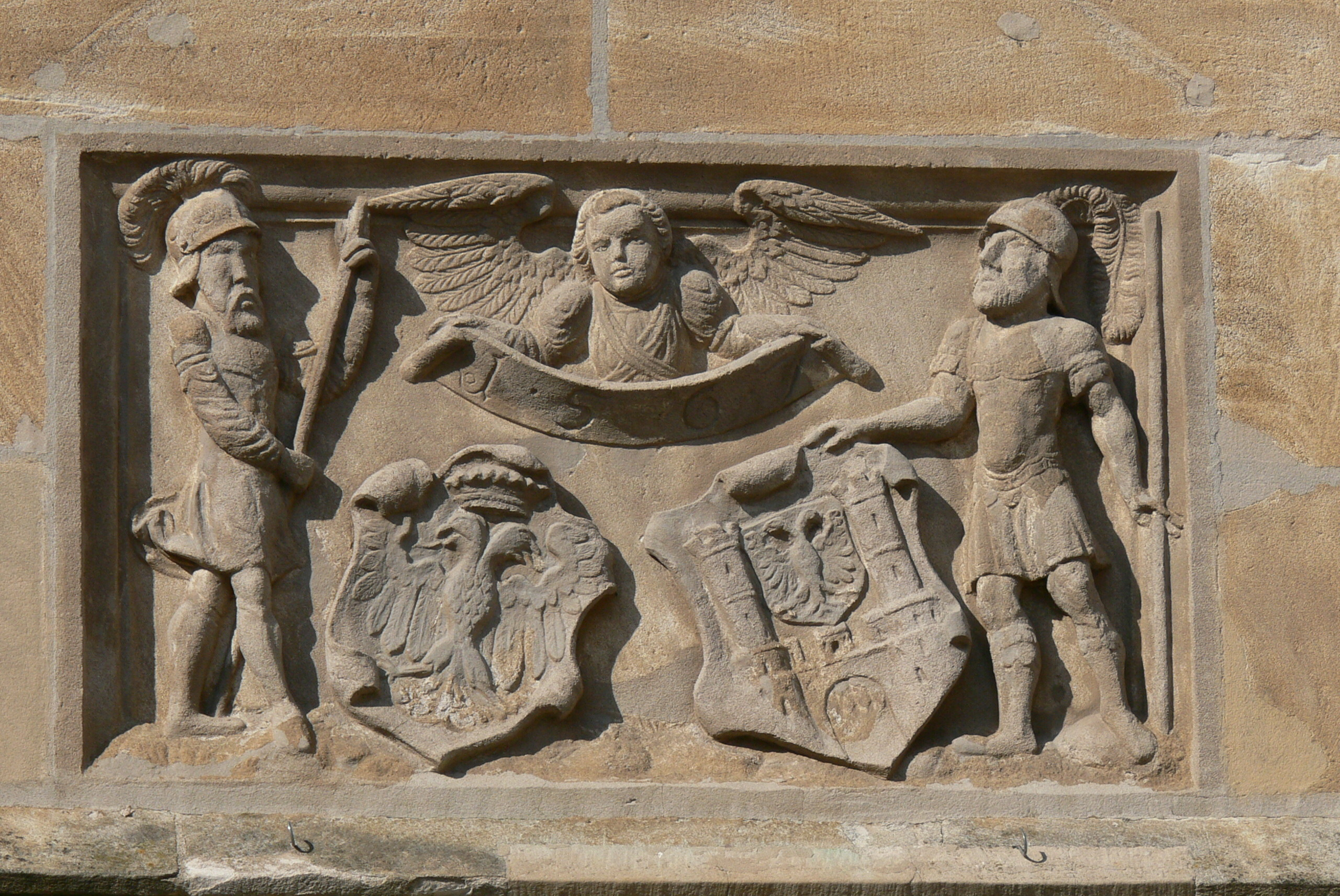
Relief am Rathaus mit dem Wappen der Stadt sowie des Heiligen Römischen Reiches

Das dreigeschossige Steildachgebäude besteht aus Sandsteinquadern und ist im gotischen Stil gehalten. Im zweiten Stockwerk befindet sich der historische Sitzungssaal, der dem Inneren und Äußeren Rat der Stadt diente. Im ersten Stockwerk befindet sich im Fest- und Empfangssaal eine rekonstruierte Steinquadermalerei im Stile der Renaissance. An der zum Marktplatz gewandten Längsseite befand sich der Eingang des Gebäudes, der mit dem Bau des Turmes an die unattraktive Nordseite verlegt werden musste. Der reich gegliederte Ostgiebel ist aufwändig gestaltet. Auf Höhe des Erdgeschosses befinden sich ein Fratzenkopf sowie eine Figur in Form eines Fabeltieres. Die Mittelachse wird durch einen abgeschrägten, flach vorgelegten Pfeiler verstärkt, der in einem achteckigen Türmchen endet. Im zweiten Stockwerk gibt es eine auffällige Fensteranordnung.